# Attrition des langues
Pour les articles homonymes, voir Attrition.
 (juillet 2023).
En linguistique, l'attrition est définie comme la perte non pathologique d'une partie ou de la totalité d'une langue chez un bilingue. L'attrition des langues est un phénomène indépendant de la conversion linguistique ou de « l'extinction des langues » (Linguicide), ces derniers par ailleurs susceptibles d'affecter les communautés bilingues, mais à travers plusieurs générations. L'attrition, en revanche, renvoie à la perte d'une langue chez l'individu et s'observe par conséquent au niveau d'une seule génération.
Note :  Ce mot a aussi une signification particulière en grammaire transformationnelle où il concerne la simplification morphologique sur le lexème (voir Dynamique en syntaxe).

## Terminologie
- L1 = langue maternelle
- L2 = langue seconde

|                | Environnement linguistique (L1)              | Environnement linguistique (L2)                                      |
| -------------- | -------------------------------------------- | -------------------------------------------------------------------- |
| Perte de la L1 | L1 (e.g. l'aphasie)                          | L1 (e.g. les communautés minoritaires ou immigrants)                 |
| Perte de la L2 | L2 (e.g. les étudiants des langues secondes) | L2 (e.g. les immigrants âgés qui reviennent aux langues maternelles) |

## Problèmes dans la recherche

### L'attrition de la langue maternelle
Jaspaert, Kroon & van Hout (1986) ont identifié plusieurs difficultés dans la recherche de l'attrition de la langue maternelle.

#### Généralités
- La simple tentative de mesurer l'attrition peut être suffisante pour réactiver ce qui a été perdu.
- Les changements linguistiques sont différents de l'attrition.
- L'introduction dans le langage de mots nouveaux, provenant d'autres langues, ne constitue pas une attrition.
- Le progrès n'est pas un processus linéaire; par conséquent, la régression ne l'est pas non plus.

#### Comparant des groupes
- Le fait d'utiliser des groupes de contrôle est problématique aussi car, soit le groupe de contrôle, soit le groupe d'étude a pu avoir subi des changements différents ou inaperçus.
- Le groupe d'étude a pu avoir une instruction incomplète ce qui n'est pas la même chose que l'attrition.
- Les communautés d'immigrants statiques ont des caractéristiques différentes des communautés d'immigrants dynamiques.

#### Comparant des individus
- Chaque individu unique a subi ses propres expériences pendant l'acquisition de la L1 ou de la L2.
- Par conséquent, identifier une norme ou un standard est difficile.

#### Autres
- Les dictionnaires ou les grammaires sont une forme idéalisée de la langue que la plupart des gens n'atteignent pas.
- Les individus peuvent sous-estimer leurs capacités linguistiques si on leur demande « Êtes-vous capables de… ».
- Demander à un individu de penser à ce qu'il peut et ne peut pas faire peut suffire à réactiver ce qui a été précédemment acquis.

### L'attrition de la langue seconde

#### Lambert & Moore (1986)
Lambert et Moore (1986) ont essayé de définir de nombreuses hypothèses concernant la nature de la perte d'une langue, croisée avec divers aspects de cette langue. Ils ont envisagé un test à donner aux employés du département d'état américain qui inclurait quatre catégories linguistiques (syntaxe, morphologie, lexique, et phonologie) et trois domaines de compétence (lecture, écriture, et parole). Une partie portant sur la traduction serait présente sous forme d'une sous section pour chaque domaine de compétence examiné. Le test devait inclure les dispositifs linguistiques qui sont les plus difficiles à maîtriser pour des étudiants, selon des professeurs. Ce test devait permettre de discriminer ce qui n'a pas été acquis de ce qui a été perdu.
Lambert, dans une communication personnelle avec Kopke et Schmid (2004), a décrit les résultats comme « pas assez substantiels pour aider au développement d'un nouveau champ d'investigation de l'attrition des langues ».
L'utilisation de tests de traduction pour étudier la perte d'une langue est inadéquate pour plusieurs raisons : l'élément mesuré par ces tests est mal défini; Il y a trop de variation d'un individu à l'autre; la différence entre une personne bilingue et une personne ayant oublié partiellement une langue est complexe; l'utilisation de deux langues peut causer des interférences.

#### Yoshitomi (1992)
Yoshitomi (1992) a essayé de définir un modèle de d'attrition des langues lié aux aspects neurologiques et psychologiques de l'apprentissage (et de l'oubli) du langage. Elle a discuté quatre hypothèses possibles et cinq aspects principaux reliés à l'acquisition et à l'oubli d'un langage. Les hypothèses sont :
1. Ordre inverse : dernier appris, premier oublié. Les études de Russell (1999) et Hayashi (1999) ont étudié le système de négation en japonais et tous les deux ont constaté que l'attrition se faisait en ordre inverse par rapport à l'apprentissage. Yoshitomi et d'autres, y compris Yukawa (1998), argumentent sur le fait que l'attrition peut se produire tellement rapidement qu'il est impossible de déterminer un ordre dans la perte d'un langage.
2. Relation inverse : mieux appris, mieux retenu. Les éléments d'une langue qui sont acquis en premier sont également ceux qui sont les plus renforcés. En conséquence, les hypothèses 1 et 2 reprennent les caractéristiques linguistiques principales de l'attrition des langues (Yoshitomi, p. 297).
3. Période critique : vers l'âge de 9 ans. À mesure qu'un enfant grandit, il lui devient de plus en plus difficile de maîtriser une langue à un niveau proche de sa langue maternelle. En outre, les différentes particularités linguistiques (par exemple la phonologie ou la syntaxe) peuvent présenter différentes étapes ou limites d'âge pour leur maîtrise. Hyltenstam et Abrahamsson (2003) argumentent sur le fait qu'après l'enfance, généralement il devient de plus en plus difficile d'apprendre une langue avec le même niveau que sa langue maternelle, mais qu'il n'y a aucun point de rupture. En outre, ils discutent un certain nombre de cas où une L2 a été acquise pendant l'âge adulte avec un niveau de langage proche de la langue maternelle.
4. Influences : motivation et attitude.

Selon Yoshitomi, les cinq aspects principaux liés à l'attrition sont : la neuroplasticité, la consolidation, la pérennité, la diminution de l'accessibilité, et le rapport des capacités réceptives comparées aux capacités productives.